# Verbuvativka, Iuriivka
Verbuvativka (în ucraineană Вербуватівка) este localitatea de reședință a comunei Verbuvativka din raionul Iuriivka, regiunea Dnipropetrovsk, Ucraina.

## Demografie
Componența lingvistică a localității Verbuvativka
     Ucraineană (88,14%)
     Rusă (9,53%)
     Romani (1,51%)
     Alte limbi (0,12%)
Conform recensământului din 2001, majoritatea populației localității Verbuvativka era vorbitoare de ucraineană (88,14%), existând în minoritate și vorbitori de rusă (9,53%) și romani (1,51%).